# Dichetophora australis
Dichetophora australis är en tvåvingeart som först beskrevs av Walker 1853.  Dichetophora australis ingår i släktet Dichetophora och familjen kärrflugor.
Artens utbredningsområde är Tasmanien. Inga underarter finns listade i Catalogue of Life.